# Париска комуна (Француска револуција)
Париска комуна (фр. Commune de Paris) назив је за владу Прве француске републике од 1792. до 1795. године. Формирали су је Максимилијан Робеспјер и Жан Пол Мара августа 1792. године, непосредно пред пад Монархије, а укинуо је Комитет јавног спаса 1794. године након побуне ебертоваца.

## Комуна
Робеспјер и Мара су се ставили на чело народа и образовали тајни директоријум. Они су припремали устанак. Земља је била свесна да је за победу револуције потребно збацити монархију. 9. августа представници 48 париских секција образовали су револуционарну Париску комуну. Ноћу између 9. и 10. августа почело је звонити за узбуну, а 10. августа народне масе су пошле ка двору краља Луја. Краљевска породица пребегла је у Законодавну скупштину да од ње тражи заштите. Она је привремено одузела власт краљу. Комуна је наређивала да се краљ ухапси. Краљ Луј и краљица Антоанета затворени су у тамницу Темпл. Тако је 10. августа 1792. године народ у Француској збацио монархију. 
Париску комуну укинуо је Комитет јавног спаса 1794. године, након што је казнио ебертовце. Без обзира на то што је Комуна одбила да приђе ебертовцима, њени чланови, а међу њима и Шомет, били су погубљени као представници крајњег терористичког правца. Већина чланова Комуне замењена је Робеспјеровим присталицама које је Комитет јавног спаса поставио. 